# Get Your Number
Get Your Number è un singolo della cantautrice statunitense Mariah Carey, pubblicato il 3 ottobre 2005 come quarto estratto dal decimo album in studio The Emancipation of Mimi.

## Descrizione
Il brano, in collaborazione con il rapper statunitense Jermaine Dupri, è stato scritto da Mariah Carey, Jermaine Dupri, Johntá Austin e Bryan-Michael Cox e coprodotto dalla Carey con Jermaine Dupri e LRoc.
Il brano utilizza un campionamento di Just an Illusion degli Imagination del 1982, e contiene i vocalizzi del cantante Trey Lorenz.
I protagonisti della canzone si trovano in un night club, che è quasi giunto all'ora di chiusura. Prima però di separarsi l'uomo prega la donna di lasciargli il suo numero di telefono, per poterla reincontrare,
A differenza di quelle che sono le loro normali attitudini, la Carey esegue alcuni versi rap, mentre Dupri ha alcune parti cantate, benché ci siano state alcune speculazioni sull'interpretazione del rapper, arrivando addirittura a pensare che quella nel disco non sia la sua voce.

## Video musicale
Il videoclip, diretto da Jake Nava, è stato filmato a Los Angeles il 1° e il 2 settembre 2005. L'ambientazione principale del video è un night club, dove un uomo (interpretato da Michael Ealy) corteggia la Carey, tentando di "estorcerle" il proprio numero di telefono. Nel video la cantautrice è mostrata in numerose location e con diversi abiti.

## Tracce
1. Get Your Number – 3:16
2. We Belong Together (Atlantic Soul Radio Edit) – 4:23
3. Secret Love – 3:10

## Classifiche
| Classifica (2005) | Posizione più alta |
| ----------------- | ------------------ |
| Paesi Bassi       | 7                  |
| Regno Unito 1     | 9                  |
| Svizzera          | 14                 |
| Irlanda1          | 15                 |
| Belgio            | 18                 |
| Italia            | 22                 |
| Classifica (2006) | Posizione più alta |
| Australia         | 6                  |
| Nuova Zelanda     | 34                 |

1 "Get Your Number"/"Shake It Off".